# BroadbandTV
BroadbandTV (ou BBTV), est une société de médias sur internet, appartenant au Groupe RTL.
Il s'agit du plus grand réseau YouTube en termes d'abonnés, avec plus de 190 000 membres à son actif.
Les créateurs inscrits sur ce réseau, peuvent bénéficier d'un service de monétisations et générer des revenus avec leurs vidéos contre un pourcentage.
En plus de son réseau, la société fournit un gestionnaire de chaines et des solutions pour les créateurs de contenu indépendants et les entreprises de médias pour développer leur présence sur YouTube. Les clients actuels comprennent la NBA , FremantleMedia et Sony Pictures

## Marques Réseau
- TGN - Réseau spécialisé dans les jeux vidéo sur YouTube .
- Opposition - Réseau de musique Hip Hop sur YouTube[3].
- WIMSIC - Réseau de musique électronique sur YouTube.
- HooplaKidz - Réseau et productions de vidéos sur le thème des enfants et de la famille sur YouTube.
- Outspeak - Réseau citoyen et journaliste lancé en partenariat avec The Huffington Post .
- Windfall - Une alliance stratégique avec BMG[4].
- Controle Dois - Réseau spécialisé dans les jeux vidéo sur YouTube dédiée à l'audience brésilienne[5].